# MDCC-Arena
La MDCC-Arena è il maggiore stadio di calcio della città di Magdeburgo, in Germania. Ospita le partite interne del Magdeburgo.
Interamente coperto, fu inaugurato nel dicembre 2006 e ha una capienza di 25.910 posti, di cui 21.510 a sedere. Include 64 posti a sedere per disabili e 40 posti riservati alla stampa. È costato 31 milioni di euro e sorge sul sito del vecchio Ernst-Grube-Stadion.

## Storia
Nel 1999 sono iniziate a Magdeburgo le discussioni sulla eventuale costruzione di uno nuovo stadio e su quale avrebbe potuto essere la sua collocazione nella città. Nel 2001 fu realizzato un progetto preliminare, che prevedeva la costruzione di uno stadio che avesse una capienza massima di 25000 spettatori e che potesse essere utilizzato anche per ospitare delle partite della Coppa del Mondo del 2006, tenutasi in Germania.
Secondo questo progetto l'impianto avrebbe dovuto essere finanziato in parte (30 milioni di marchi) dalla città di Magdeburgo, ed in parte da un investitore privato, che, in cambio della somma, avrebbe ottenuto la completa gestione del nuovo impianto. Questa proposta tuttavia fu osteggiata da parte della popolazione e da alcuni politici locali, per il fatto che una squadra di quarta serie difficilmente avrebbe potuto trovare qualche privato disposto ad investire un simile capitale; inoltre gli standard qualitativi degli stadi che avrebbero dovuto ospitare la futura Coppa del Mondo furono innalzati, pertanto per poter ospitare delle partite della manifestazione il nuovo stadio di Magdeburgo avrebbe dovuto avere una capienza di almeno 45000 spettatori.
Anche per questo motivo il progetto del nuovo stadio fu sostanzialmente ridimensionato, ed il costo del nuovo impianto si dimezzò da 60 a 30 milioni di marchi. All'inizio del 2002 il Consiglio Comunale di Magdeburgo annunciò che avrebbe cercato degli investitori privati per realizzare il progetto, e disse di aver trovato una lista di quattro società interessate, tra cui la Bilfinger Berger AG; nel novembre del 2003, giorno in cui il progetto avrebbe dovuto essere definitivamente approvato, la società tedesca ritirò la propria offerta per motivazioni non meglio definite, rendendo quindi vani i diversi mesi di negoziati portati avanti dal Comune.
Lo stadio  La decisione di ricostruire lo stadio risale al 2004, per delibera comunale della città di Magdeburgo. L'Ernst-Grube-Stadion fu demolito nel periodo tra marzo e giugno 2005. Il 4 luglio 2005 iniziò la costruzione del nuovo impianto, che fu completato nel 2006 e aperto al pubblico il 19 dicembre 2006 in occasione di una partita pareggiata per 0-0 dalla squadra di casa il Magdeburgo, contro l'Eintracht Braunschweig.
Il primo incontro internazionale disputato nello stadio risale al 29 luglio 2007, quando la Germania femminile batté per 4-0 la Danimarca femminile di fronte a 10.735 spettatori.
Nel 2009 ospitò la finale del campionato europeo Under-17 del 2009.

## Dati
- Ubicazione: Magdeburgo, Germania
- Inaugurazione: 2006
- Superficie campo: Erba
- Dimensioni campo: 105 × 68 m
- Proprietario: Città di Magdeburgo
- Progetto:
- Beneficiari:  1. FC Magdeburg
- Capacità: 25.910 posti (21.510 a sedere)
- Eventi ospitati: